# Órdenes criminales
Las Órdenes criminales es el nombre colectivo que se le da a una serie de órdenes, directivas y decretos dados antes y durante la invasión de la Unión Soviética en la Segunda Guerra Mundial por el Alto Mando de la Wehrmacht. Las órdenes criminales fueron más allá de los códigos de conducta establecidos y dieron lugar a atrocidades generalizadas en el Frente Oriental.

## Las órdenes
- Decreto Barbarroja, emitido el 13 de mayo de 1941.
- Directrices para la conducta de las tropas en Rusia, publicadas el 19 de mayo de 1941.
- Orden de los comisarios, emitida el 6 de junio de 1941.
- Órdenes relativas al despliegue de la Policía de Seguridad y del Servicio de Seguridad dentro de las formaciones militares, emitidas el 28 de abril de 1941.
- Órdenes relativas al tratamiento de los prisioneros de guerra, emitidas de junio a diciembre de 1941.